# Бан-кхорский жестовый язык
Бан-кхорский жестовый язык (Ban Khor Sign Language, BKSL) — деревенский жестовый язык, на котором говорят около 1000 человек, проживающих в обществе рисового хозяйства на территории деревень Бан-Кхор и Плаа-Паг в отдалённом районе региона Исан на северо-востоке Таиланда. Бан-кхор и плаа-плаг — диалекты, на которых в общем общаются около 80% глухих. Был разработан около 60-80 лет назад в связи с больших количеством глухого населения. По предварительному наблюдению предположено, что он может быть изолированным жестовым языком, независимо от других коренных жестовых языков Таиланда, таких как старобангкокский жестовый язык и национальный тайский жестовый язык.